# Cuntinskij rajon
Il Cuntinskij rajon (in russo Цунтинский район?) è un distretto municipale del Daghestan, situato nel Caucaso.